# Isopolia
Isopolia là một chi bướm đêm thuộc họ Noctuidae.